# Danit Peleg
Danit Peleg (em hebraico:  דנית פלג) é uma designer de moda radicada em Tel Aviv, que criou as primeiras roupas impressas em 3D disponíveis comercialmente e foi reconhecida pela Forbes como uma das 50 melhores mulheres em tecnologia da Europa.

## Educação e carreira
Danit Peleg estudou Design de Moda na Shenkar College of Engineering and Design. Sua dissertação pesquisou a possibilidade de imprimir roupas em 3D. Em 2014, ela desenhou sua primeira jaqueta impressa em 3D, a Liberte, depois de muita experimentação com diferentes materiais e configurações. Após esse sucesso inicial, ela criou uma coleção completa.
Ela se formou em 2015, abriu seu próprio estúdio, por meio do qual fornece designs personalizados impressos em 3D.
Em 2016, ela desenhou um vestido impresso em 3D para Amy Purdy usar durante uma apresentação de dança na cerimônia de abertura das paraolimpíadas de 2016.
Em 2017, criou uma edição limitada de 100 jaquetas Bomber a US$ 1.500 a peça. Os clientes podiam imprimir sua própria jaqueta personalizada.
Em 2018, Danit Peleg organizou um workshop de três dias sobre moda impressa em 3D, onde 15 estudantes de todo o mundo puderam aprender sobre o seu processo de design.

## Reconhecimento
- 2018 - 50 mulheres mais influentes da Europa em tecnologia pela Forbes.[1]
- 2019 - 100 mulheres da BBC.[8]